# ولیکو بیرمانچویچ
ولیکو بیرمانچویچ (سیریلیک صربی: Вељко Бирманчевић؛ زادهٔ ۵ مارس ۱۹۹۸) بازیکن فوتبال اهل صربستان است.
از باشگاه‌هایی که در آن بازی کرده‌است می‌توان به باشگاه فوتبال پارتیزان اشاره کرد.
وی همچنین در تیم‌های ملی فوتبال زیر ۲۱ سال صربستان، و صربستان بازی کرده‌است.